# Sargus elongatulus
Sargus elongatulus är en tvåvingeart som beskrevs av Mcfadden 1982. Sargus elongatulus ingår i släktet Sargus och familjen vapenflugor. Inga underarter finns listade i Catalogue of Life.